# Mercedes D.III
Mercedes D.III – sześciocylindrowy, rzędowy, chłodzony cieczą tłokowy silnik lotniczy, wytwarzany w latach 1914–1918 przez niemieckie zakłady Daimler. Jego podstawowa wersja rozwijała moc 118 kW (160 KM) przy 1400 obr./min, a pojemność skokowa wynosiła 14,8 dm³. Był to najliczniej produkowany niemiecki silnik podczas I wojny światowej (12 000 sztuk), a przez to stanowił jedną z najczęściej używanych jednostek napędowych przez niemieckie lotnictwo wojskowe. Stosowany był m.in. w samolotach myśliwskich Albatros D.III, Fokker D.VII czy Pfalz D.III, samolotach rozpoznawczych Albatros C.III, LFG Roland C.II i AEG C.IV, dwumiejscowych wielozadaniowych maszynach klasy CL – Halberstadt CL.II i CL.IV, wodnosamolotach Albatros W.4 i Hansa-Brandenburg W.12 oraz samolotach bombowych klasy R.

## Historia rozwoju
Silnik Mercedes D.III (oznaczenie fabryczne F1466) wywodził się z poprzedniej konstrukcji zakładów Daimler – modelu Mercedes D.II (litera „D” w nazwie silnika oznaczała firmę Daimler). W pierwotnej wersji został wprowadzony do eksploatacji w 1914 roku; dysponował wówczas mocą 118 kW (160 KM). Ulepszona wersja D.IIIa, produkowana od czerwca 1917 roku, osiągała moc 170–180 KM, co osiągnięto poprzez zmianę profilu denka tłoka z wklęsłego na płaski (i wzrost stopnia sprężania), zastosowanie nowego gaźnika i przeprojektowanie skrzyni korbowej. Pod koniec 1917 roku do produkcji wszedł kolejny model jednostki napędowej, oznaczony D.IIIaü (od niemieckiego słowa über, oznaczającego podwyższone sprężanie; była to nazwa fabryczna, a oficjalnie silnik oznaczano D.III 180/200). Zmiany konstrukcyjne objęły: kolejną modyfikację profilu denka tłoka, tym razem na wypukły; ulepszenie układu zasilania w paliwo poprzez pogłębienie gaźnika i zamontowanie instalacji ogrzewającej wlot powietrza i sam gaźnik, z wykorzystaniem cieczy z układu chłodzenia. Ulepszenia te nie tylko spowodowały wzrost mocy maksymalnej jednostki do 200 KM na poziomie morza, lecz także ograniczyły spadek wydajności silnika w locie na dużej wysokości (moc nie spadała poniżej 180 KM).
Ostatnią wersję silnika o oznaczeniu D.IIIavü (oficjalnie D.IIIav) wprowadzono do produkcji tuż przed końcem wojny, w październiku 1918 roku. Wyróżniało ją zastosowanie dłuższych tłoków wykonanych z aluminium (w miejsce stosowanych w poprzednich modelach żeliwnych), co zwiększyło prędkość obrotową jednostki napędowej do 1600 obr./min i moc maksymalną do 217 KM na wysokości 0. Na polepszenie wydajności silnika miało też wpływ dodawanie benzolu do benzyny lotniczej, co zwiększało jej liczbę oktanową.
Ogółem wyprodukowano około 12 000 egzemplarzy wszystkich wersji.
| Wariant  | Rok powstania | Moc                                |
| -------- | ------------- | ---------------------------------- |
| D.III    | 1914          | 118 kW (160 KM) przy 1400 obr./min |
| D.IIIa   | 1917          | 128 kW (174 KM) przy 1400 obr./min |
| D.IIIaü  | 1917          | 147 kW (200 KM) przy 1400 obr./min |
| D.IIIavü | 1918          | 160 kW (217 KM) przy 1600 obr./min |

## Opis techniczny

Silnik Mercedes D.IIIa eksponowany w Muzeum Lotnictwa Polskiego w Krakowie

Mercedes D.III jest sześciocylindrowym, rzędowym, chłodzonym cieczą tłokowym silnikiem lotniczym. Pojemność skokowa wynosi 14,8 dm³, średnica cylindra 140 mm, a skok tłoka – 160 mm. Długość silnika wynosi 165 cm, szerokość 49 cm i wysokość 107 cm; suchy waży 310 kg. Silnik ma układ górnozaworowy i charakteryzuje się brakiem popychaczy dźwigienek zaworowych.
Sześć oddzielnych, wykonanych ze stali cylindrów umieszczono pionowo na aluminiowej skrzyni korbowej, pełniącej funkcję miski olejowej. Cylindry składają się z dwóch warstw: wewnętrznej i cieńszej zewnętrznej, między którymi znajduje się przestrzeń dla cieczy chłodzącej. Korpusy tłoków pierwszych trzech wersji silnika wykonane były z odlewanego żeliwa (jedynie wersja D.IIIavü miała tłoki aluminiowe), zaś ich kopuły i denka były stalowe. Układ zasilania tworzą: gaźnik z dwoma gardzielami ssącymi i dwoma komorami pływakowymi, kolektor dolotowy i zbiornik paliwa. Układ chłodzenia składa się z chłodnicy, pompy wody, płaszczy wodnych w każdym cylindrze i przewodów połączeniowych. Głowica silnika mieści wałek rozrządu, poruszany przez wał korbowy poprzez pionowy wałek napędowy umieszczony w tyle silnika. Wałek rozrządu oprócz sterowania zaworami (po dwa na cylinder) napędza także pompy powietrza i wody, zaś pompa oleju ma napęd od wału korbowego.
Układ zapłonowy tworzą dwa magneta Bosch ZH6, a w każdym cylindrze znajdują się dwie świece zapłonowe. Kolejność zapłonu w poszczególnych cylindrach to 1-5-3-6-2-4. Stopień sprężania był zmienny w zależności od modelu; wynosi 4,5:1 dla wersji D.III, 4,64:1 dla D.IIIa i 5,73:1 dla D.IIIavü. Moc maksymalna osiągana przez jednostkę napędową także jest różna dla poszczególnych wersji i wynosi: 118 kW (160 KM) przy 1400 obr./min (D.III); 128 kW (174 KM) przy 1400 obr./min (D.IIIa); 147 kW (200 KM) przy 1400 obr./min (D.IIIaü) i 160 kW (217 KM) przy 1600 obr./min (D.IIIavü).
Paliwem jest benzyna lotnicza, od 1918 roku z dodatkiem benzolu. Jednostkowe zużycie paliwa kształtuje się na poziomie 0,26 kg na 1 KM w ciągu godziny, a zużycie oleju – 0,014 kg na 1 KM w ciągu godziny. Ciśnienie oleju wynosi 1,4 kG/cm².

## Zastosowanie

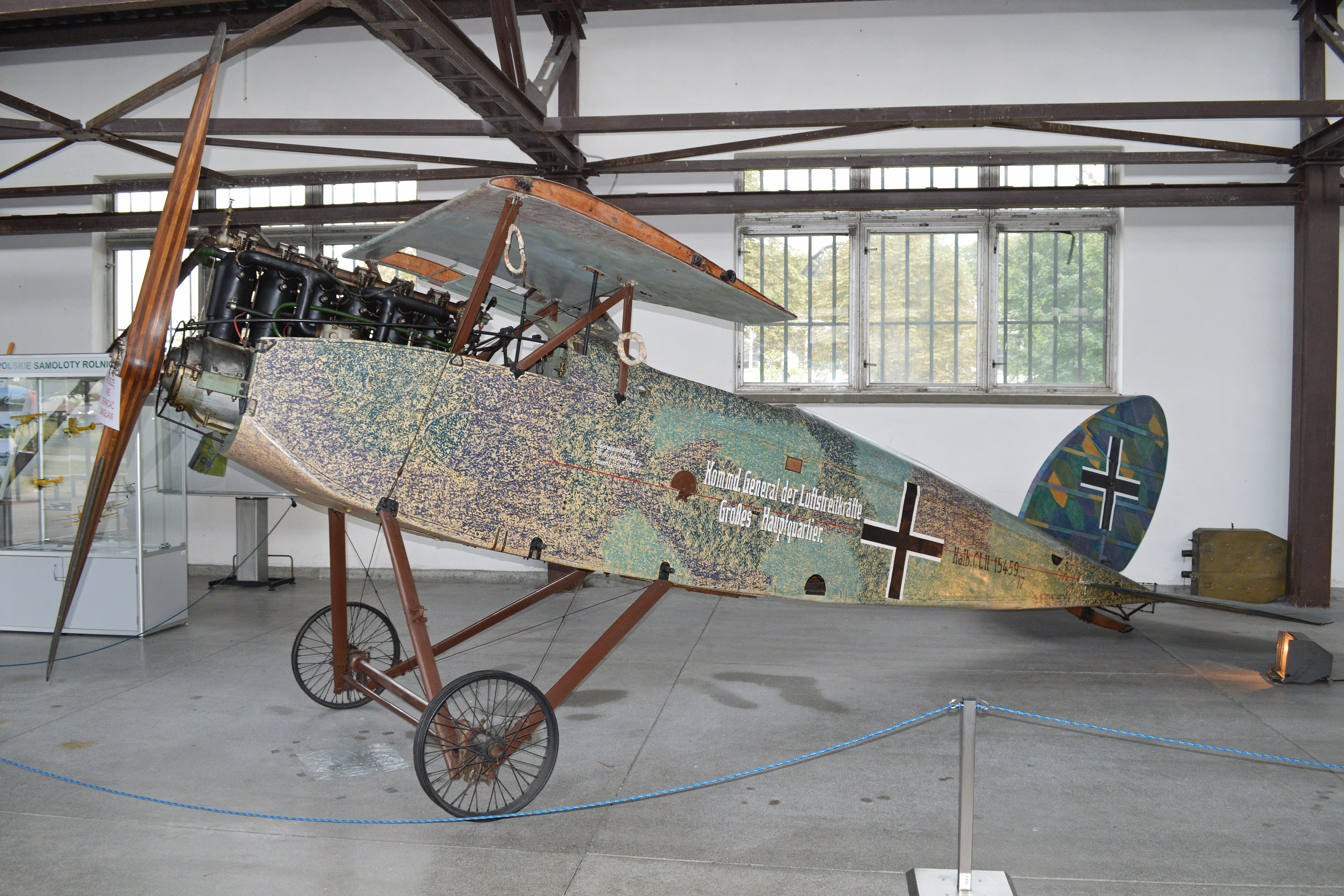
Halberstadt CL.II nr 15459/17 z silnikiem Mercedes D.III eksponowany w Muzeum Lotnictwa Polskiego w Krakowie

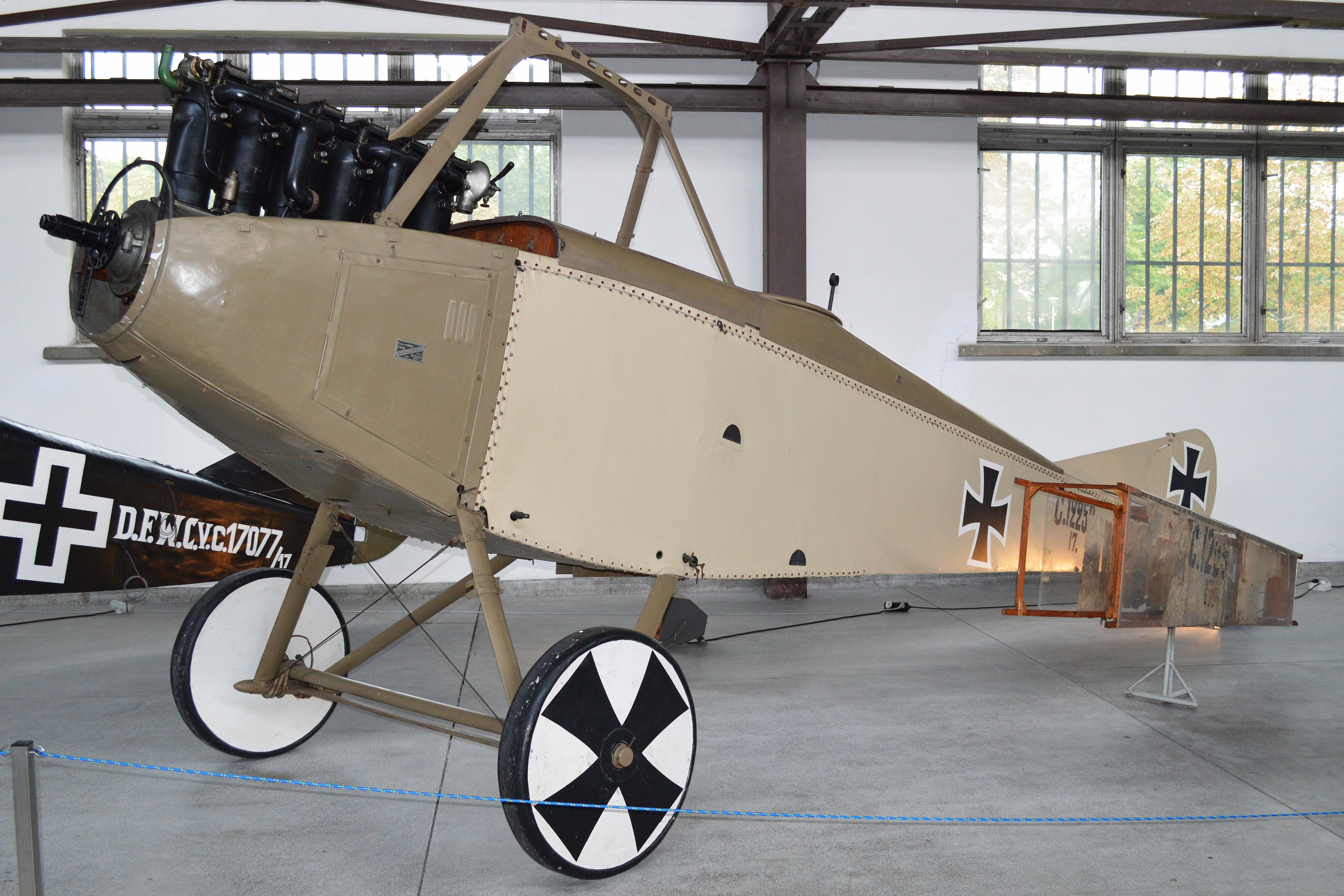
Aviatik C.III nr 12250/17 z silnikiem Mercedes D.III eksponowany w krakowskim muzeum

Jako najliczniej produkowany niemiecki silnik podczas I wojny światowej był jedną z najczęściej używanych jednostek napędowych przez niemieckie lotnictwo wojskowe. Stosowano go w następujących płatowcach:
- samoloty myśliwskie – AEG D.I[12], AEG Dr.I[13]Albatros D.I[14], Albatros D.II[14], Albatros D.III[15], Albatros D.IV[16], Albatros D.V[17], Albatros D.VI[18], Albatros D.IX[19], Albatros D.XII[20], Albatros D.XIII[21], Albatros Dr.I[22], Aviatik D.II[23], DFW D.I[24], DFW Dr.I[25], Fokker D.IV[26], Fokker D.VII[27], Friedrichshafen D.I[28], Junkers D.I[29], Junkers J 2[30], Kondor D 7[31], LFG Roland D.I[32], LFG Roland D.II[33], LFG Roland D.III[34], LFG Roland D.IV[35], LFG Roland D.V[36], LFG Roland D.VIa[37], LFG Roland D.XV[38], LVG D.II[39], Naglo D.II[20], NFW E.II[40], Pfalz D.III[41], Pfalz D.XII[42], Pfalz D.XV[43], Rumpler D.I[44], Schütte-Lanz D.III[45], Schütte-Lanz D.VI[46], Schütte-Lanz D.VII[47], Zeppelin-Lindau D.I[48];
- samoloty rozpoznawcze – AEG B.III[49][a], AEG C.IV[50], AEG C.VII[51], AEG C.VIII[52], AGO C.I[53], AGO C.III[54], Albatros C.I[55], Albatros C.III[56], Albatros C.IV[57], Albatros C.IX[58], Albatros C.XIII[58], Aviatik C.I[59], Aviatik C.III[59], Aviatik C.VIII[60], Dornier C.I[20], Hansa-Brandenburg C.I[61], LFG Roland C.II[62], LFG Roland C.V[63], LVG C.II[64], LVG C.III[65], Otto C.II[66], Rumpler C.I[67], Rumpler C.IX[68], Schütte-Lanz C.I[69], Zeppelin-Lindau C.I[70];
- samoloty wielozadaniowe klasy CL – BFW CL.I[71], Halberstadt CL.II[72], Halberstadt CL.IV[73], Halberstadt CLS.I[74], Hannover CL.III[75], Junkers CL.I[76];
- wodnosamoloty – Albatros W.4[77], Friedrichshafen FF.33C[78], Friedrichshafen FF.35[79], Friedrichshafen FF.43[80], Friedrichshafen FF.60[81], Friedrichshafen FF.64[82], Gotha UWD[83], Gotha WD.2[84], Gotha WD.3[85], Gotha WD.5[86], Gotha WD.9[87], Gotha WD.11[88], Gotha WD.12[89], Gotha WD.22[90], Gotha WD.27[91], Hansa-Brandenburg GW[92], Hansa-Brandenburg KDW[93], Hansa-Brandenburg LW[94], Hansa-Brandenburg NW[95], Hansa-Brandenburg W.12[96], Hansa-Brandenburg W.29[97], Hansa-Brandenburg W.32[98], LFG Roland W[99], LFG Roland WD[100], Lübeck-Travemünde F.1[101], Rumpler 6B[93], Sablatnig SF-1[102], Sablatnig SF-2[103];
- samoloty bombowe – Albatros C.VIIIN[58], Gotha G.I[104], Halberstadt G.I[105], Rumpler G.I[106], Schütte-Lanz G.I[107], Zeppelin-Staaken VGO.III[108], Zeppelin-Staaken R.IV[109], Zeppelin-Staaken R.VII[110].

### Zastosowanie w lotnictwie polskim
Silniki Mercedes D.III i D.IIIa znalazły się na wyposażeniu samolotów pochodzenia niemieckiego użytkowanych w początkowych latach istnienia polskiego lotnictwa, a następnie w lotnictwie cywilnym. Jednostki napędowe tego typu zamontowane były na następujących płatowcach:
| Samolot             | Liczba               | Okres użytkowania |
| ------------------- | -------------------- | ----------------- |
| AEG C.IV            | co najmniej 41 sztuk | 1919–1921         |
| Albatros B.II       | co najmniej 11 sztuk | 1919–1929         |
| Albatros C.I        | co najmniej 18 sztuk | 1919–1920         |
| Albatros C.III      | 12 sztuk             | 1919–1922         |
| Albatros D.III      | co najmniej 25 sztuk | 1919–1923         |
| Albatros D.V i D.Va | co najmniej 14 sztuk | 1918–1922         |
| Aviatik C.III       | co najmniej 4 sztuki | 1919–1920         |
| Fokker D.VII        | co najmniej 30 sztuk | 1919–1924         |
| Halberstadt CL.II   | 14 sztuk             | 1919–1922         |
| Halberstadt CL.IV   | 2 sztuki             | 1920–1921         |
| LVG C.II            | około 11 sztuk       | 1919–1921         |
| Rumpler C.I         | co najmniej 10 sztuk | 1919–1921         |

W czerwcu 1919 roku firma P. Czarnecki z Poznania oferowała sprzedaż silników D.IIIa w cenie od 14 850 do 22 000 marek za sztukę.